# Милица Костић (ученица)
Милица Костић (Стројинци, код Бруса, 24. април 1956 – Крушевац, 4. септембар 1974) била је ученица Средње медицинске школе у Крушевцу, која је смртно страдала у покушају да побегне од насилника, који су је отели и покушали да је напаствују.

## Биографија
Рођена је 24. априла 1956. у селу Стројинци, десетак километара удаљеном од Бруса, према Крушевцу, као четврто дете родитеља, Милена и Славке Костић. Имала је брата и две старије сестре. Крштена је убрзо по рођењу, 7. маја 1956. у храму Светог Архангела Гаврила, у суседном селу Дупцима. Четири разреда основне школе завршила је у родном селу подно Копаоника. Имала је скромно, али безбрижно и срећно детињство. Од петог разреда, заједно са другарицом из детињства Милком Милошевић, похађала је школу до које су пешачиле седам километара у једном смеру. По повратку из школе, како је то било уобичајено и за другу децу на селу, најпре је пуштала овце на пашу, а потом је могла да учи.  
Била је вредан и марљив ђак. Са породицом се редовно причешћивала на Божић и на Васкрс у парохијском храму у Дупцима, а као крсну славу славили су Ђурђевдан. Њен брат од стрица и први комшија, Милан Костић, био је свештеник. 
Септембра 1971. пошла је у први разред Средње медицинске школе у Крушевцу. Била је једина је од четворо деце из породице Костић кренула у средњу школу. Заједно са другарицом из разреда Вером Итов становала је у приватном стану у Крушевцу, код Милана и Славке Јаковљевић у насељу Бивоље. Разредни старешина је на крају треће године средње школе, почетком лета 1974. у рубрици „Опажања о ученику: индивидуалне особине“, записао о Милици: Повучена је и мирна, готово неприметна, а пажљива је и ревносна, не прави изостанке.

### 2. септембар 1974.
У понедељак 2. септембра 1974. Милица је дошла у у Крушевац, где је требало да пође у четврти разред Средње медицинске школе. Стигла је око седам и петнаест ујутру, свратила у стан, а потом отишла у школу. Пошто је стигла много пре разредног часа, имала је времена да прошета.
Околност да је у Крушевцу била гужва, због мноштва ђака и почетка нове школске године, стимулисала је једну групу младих проблематичних беспосличара који су окупљали у кули „Б“ небодера познатог као Рубинова кула у центру Крушевца, у стану на 11. спрату. Они су претходног дана, знајући да сутрадан почиње нова школска година, одлучили да у стан намаме неку од ученица и да је силују. У једном моменту пажњу им је привукла Милица, девојка тамнокестењасте косе, која је наишла сама, разгледајући излоге. Један од младића јој је пришао и отпочео подмуклу превару молећи је да му учини услугу и из одређеног стана позове његову девојку Драгану, јер су њени родитељи строги. Не слутећи да се ради о замци, одлучила је да помогне.
Видевши да је њихов друг успео да убеди Милицу да пође са њим, група младића је пошла ка стану, како би се припремила да их сачека. Попевши се на 11. спрат солитера, Милица је позвонила на врата стана. Младић који је отворио је на њено питање да ли ту станује Драгана, одговорио потврдно и рекао да уђе и позове је. Када је закорачила у предсобље стана, спољна врата су се затворила. Схватила је да је преварена и без успеха одмах покушала да изађе. Како би спречили да комшије чују њене позиве за помоћ, група је у кухињи стана гласно пустила музику са грамофона.
Милица, која је била девојчица ситне грађе, висине свега 161 цм, подвргнута је тешкој принуди. Све њене молбе, сузе и преклињање да је пусте, нису уродиле плодом. Након што је плачући рекла да је невина, први насилник је одлучио да одустане. Користећи се и физичким насиљем, други напасник био је упоран у науму да савлада девојку. Милица је истрајавала у свом отпору. У стан је тада дошао четврти младић у друштву своје девојке. Док је његова девојка у кухињи слушала плоче, он је давао упутства осталим учесницима напада. Како се време убеђивања одужило, напасници су улазили и излазили из собе у којој се налазила Милица. У једном моменту су сви изашли, а врата на соби у којој је био отворен прозор су се због промаје залупила и затворила. Како је квака раније била извађена, Милица је остала сама. Схвативши да насилници неће одустати од своје намере, у тренутку кратке тишине која је наступила, одлучила се да скоком у смрт спасе своју част.
Пад је био дуг 40 метара. Прво је пала на цираду локала са летњом баштом и пробила је, што је  сачувало тренутне смрти, а затим на пластичну столицу ресторана, закачивши металну цев, услед чега је задобила вишеструке преломе. Најприсебнији су јој притекли у помоћ и одмах је пренели на Хируршко одељење крушевачке болнице. Када су насилници ушли у собу и видели да је нема, схватили су да је скочила кроз прозор и одмах се разбежали.
На лице места убрзо је дошла патрола милиције и инспектор СУП Добривоје Стефановић, који се на лицу места није дуго задржао и одмах отишао у болницу. Хирург Петар Машић је инспектору рекао да девојка има унутрашње повреде и да неће дуго издржати. Повративши се на кратко из несвести, Милица је у болници проговорила. Инспектор Стефановић посведочио је писцу књиге о Милици Костић, архимандриту Тихону Ракићевићу, о последњим речима девојке пре пада у дубоку кому: „Нисам више могла да издржим... Једино сам на тај начин могла да сачувам своју част. Након разговора са инспектором Милица је пала у кому из које се више није пробудила.

### Сахрана и испраћај
Вест о Миличином страдању изазвала је бурне реакције. Интересовање јавности и грађана Крушевца за догађај у Рубиновој кули био је велики. Исте вечери на месту догађаја окупио се значајан број грађана и захтевао од надлежних најстрожије казне за починиоце. И наредних дана грађани су се окупљали на месту несреће, а скоро сви дневни листови у земљи  извештавали су о Милици. Подлегла је повредама у среду 4. септембра, нешто пре 12 часова. У оптужници четворици насилника је наведено да је Милица погинула „бранећи своју част“: Поносно и достојанствено пошла је у смрт, скочивши са једанаестог спрата ове вишеспратнице... Трагично, без трунке своје кривице, изгубила је живот узорна девојка, била је понос родитеља, села у којем је рођена и расла, изврстан друг, примерна ученица. Због тога су нечовечни поступци окривљених и њена трагична смрт изазвали револт, гнушање и осуду не само грађана Крушевца и околине, већ и читаве југословенске јавности.
Припадници милиције ухапсили су осумњичене за покушај силовања. Ђаци крушевачких средњих школа су у центру Крушевца протестовали против насилника, а на челу поворке је ношена велика Миличина слика.
У поткопаоничко село Стројинци у четвртак, 5. септембра 1974. на мало сеоско гробље пристигло је неколико хиљада људи из Крушевца, Бруса и околине. Међу њима је било и 400 ученица Медицинске школе у Крушевцу, које су се опростиле од своје другарице. На дан сахране крушевачке школе су обуставиле наставу. По одобрењу епископа жичког Василија, локални свештеник Мирослав Стефановић је Милици одржао опело.

## Наслеђе
Прича о Миличиној трагедији и њеној борби да сачува своју част брзо је обишла читаву Југославију, а људи су се дивили њеној храбрости и одлучности. Лист „Глас Концила” из Загреба је у свом издању за септембар 1974. године писао о Милици назвавши је „Шумадијском Маријом Горети”, по светици Марији Горети (1890–1902), која је била дванаестогодишња италијанска девојчица која је била брутално силована, али је пред смрт опростила својим убицама, након чега је добила статус девице мученице и касније постала најмлађа светица римокатоличке цркве.
Скоро четрдесет година после Миличине смрти, у издању Издавачког фонда Архиепископије београдско-карловачке Српске православне цркве из штампе је изашла књига Борба за достојанство. Изложење живота и мученичког подвига ученице Милице Костић (1956–1974), аутора архимандрита Тихона Ракићевића, игумана Манастира Студенице. Поред тога што су у њој прикупљени сви подаци, документи и аутентичне фотографије о детињству и животу Милице Костић, она садржи транскрипте милицијских и медицинских списа, као и свих новинских вести у вези са трагичним догађајем, али и изјаве директних учесника у догађајима и изјаве њених блиских рођака и пријатеља. Сви ови материјали, а посебно сведочење инспектора Добривоја Стефановића, које је архимандрит Тихон забележио, постали су основни извор за новинске текстове који су се током последње деценије појављивали. Уводну реч за ову књигу написао је Патријарх српски Иринеј.
Према неким тврдњама, њен подвиг био је инспирација песнику Велизару Шофранцу да напише текст песме „Она спава”. Музику за ову песму је компоновао Корнелије Ковач, а отпевао Здравко Чолић и с њом победио на Хит паради новембра 1974. године. У Цркви Христа Спаситеља у Убу осликана је фреска новомученице Милице Крушевачке која је посвећена Милици Костић и која се налази испод фреске свете Евгеније односно књегиње Милице. На почетку издања књиге „Милица Костић“ из 2016. истог аутора, кћерка Миличиног рођеног брата Миломира оповргла је ову причу, рекавши да је то измишљено.
У Цркви Христа Спаситеља у Убу осликана је фреска новомученице Милице Крушевачке која је посвећена Милици Костић и која се налази испод фреске Свете Евгеније, односно кнегиње Милице Године 2015, у Крушевцу је покренута иницијатива да једна од централних градских улица понесе назив „Улица Милице Костић”.

## Контроверзе
Информација да је један од осуђених за покушај силовања Милице Костић, Томислав Ж. Николић, постао градски одборник СНС-а у Крушевцу, изазвала је велике контроверзе у српској јавности. Он је 2013. као члан Српске напредне странке изабран као члан Савета месне заједнице Лазарица. На конференцији за медије одржаној 2013. тадашњи градоначелник Крушевца Братислав Гашић је изјавио "Он је поштено одслужио своју казну. Сада има иста права као и остали грађани.".